# Ruoktojaure
Ruoktojaure är en sjö i Gällivare kommun i Lappland och ingår i Luleälvens huvudavrinningsområde. Sjön har en area på 0,454 kvadratkilometer och ligger 496 meter över havet. Ruoktojaure ligger i Sjaunja Natura 2000-område. Sjön avvattnas av vattendraget Ruoktojåkkå.

## Delavrinningsområde
Ruoktojaure ingår i det delavrinningsområde (748285-164177) som SMHI kallar för Mynnar i Satihaure. Medelhöjden är 622 meter över havet och ytan är 67,38 kvadratkilometer. Det finns inga avrinningsområden uppströms utan avrinningsområdet är högsta punkten. Ruoktojåkkå som avvattnar avrinningsområdet har biflödesordning 3, vilket innebär att vattnet flödar genom totalt 3 vattendrag innan det når havet efter 340 kilometer. Avrinningsområdet består mestadels av skog (45 procent) och kalfjäll (42 procent). Avrinningsområdet har 1,05 kvadratkilometer vattenytor vilket ger det en sjöprocent på 1,6 procent.